# دژ کروود
دژ کروود (انگلیسی: Curwood Castle) قلعه ای است که در سال ۱۹۲۲ میلادی در اوسو، میشیگان بنا گردید.